# Rui Hachimura
Rui Hachimura (八村 塁, Hachimura Rui), né le 8 février 1998 à Toyama dans la préfecture homonyme, est un joueur japonais de basket-ball évoluant au poste d'ailier fort voire d'ailier au sein de la franchise des Lakers de Los Angeles.

## Biographie

### Carrière universitaire
Natif de Toyama, Rui Hachimura naît le 8 février 1998 d'une mère japonaise et d'un père béninois.
En août 2014, Hachimura participe au championnat du monde des 17 ans et moins avec l'équipe du Japon. Le Japon termine avec un bilan de 1 victoire pour 6 défaites mais Hachimura est le meilleur marqueur de la compétition avec 22,6 points par rencontre en moyenne.
Il rejoint en 2016, l'équipe universitaire des Bulldogs de Gonzaga, il tourne en moyenne à 12,1 points, 4,4 rebonds, 0,8 passe décisive, 0,6 interception et 0,5 contre par match pendant ces trois années.
Lors de la saison 2016-2017, les Bulldogs atteignent la finale du tournoi NCAA 2017 avec des joueurs comme Nigel Williams-Goss, Zach Collins, Przemysław Karnowski ou Killian Tillie.
En juillet 2017, Hachimura participe au championnat du monde des 19 ans et moins avec le Japon. Le Japon termine à la 9e place et, sur la compétition, Hachimura finit 2e meilleur marqueur (derrière R. J. Barrett) avec 20,6 points par rencontre et 3e meilleur rebondeur (derrière Sílvio De Sousa et Ahmed Khalaf) avec 11 rebonds par rencontre.
Lors de la saison universitaire 2018-2019, Hachimura est choisi meilleur joueur de la West Coast Conference. Gonzaga atteint le Elite 8 de la March Madness 2019 (quart de finale) mais est éliminé par les Red Raiders de Texas Tech. En avril 2019, Hachimura annonce sa candidature à la draft 2019 de la NBA.

### Carrière professionnelle

#### Wizards de Washington (2019-2023)
Il est choisi en 9e position par les Wizards de Washington.

#### Lakers de Los Angeles (depuis 2023)
En janvier 2023, il est transféré vers les Lakers de Los Angeles contre Kendrick Nunn et trois seconds tours de draft. Il prolonge à l'intersaison avec les Lakers pour un contrat de 51 millions de dollars sur trois ans.

### Carrière internationale
Il fait partie de l'équipe du Japon disputant le tournoi masculin de basket-ball aux Jeux olympiques d'été de 2020. Le 5 juillet 2021, il est nommé porte-drapeau de la délégation japonaise par le Comité olympique japonais, conjointement avec la lutteuse Yui Susaki.

## Palmarès
- Vainqueur du NBA In-Season Tournament 2023.
- NBA All-Rookie Second Team en 2020.

## Statistiques

### Universitaires
| Saison    | Équipe  | Matchs | Titul. | Min./m | % Tir | % 3pts | % LF | Rbds/m. | Pass/m. | Int/m. | Ctr/m. | Pts/m. |
| --------- | ------- | ------ | ------ | ------ | ----- | ------ | ---- | ------- | ------- | ------ | ------ | ------ |
| 2016-2017 | Gonzaga | 28     | 0      | 4,5    | 52,8  | 28,6   | 54,2 | 1,36    | 0,07    | 0,21   | 0,14   | 2,61   |
| 2017-2018 | Gonzaga | 37     | 3      | 20,7   | 56,9  | 19,2   | 79,5 | 4,70    | 0,62    | 0,51   | 0,51   | 11,57  |
| 2018-2019 | Gonzaga | 37     | 37     | 30,2   | 59,1  | 41,7   | 73,9 | 6,49    | 1,51    | 0,95   | 0,73   | 19,70  |
| Total     | Total   | 102    | 40     | 19,7   | 57,9  | 31,6   | 74,6 | 4,43    | 0,79    | 0,59   | 0,49   | 12,06  |

### Professionnelles

#### Saison régulière
| Saison    | Équipe      | Matchs | Titul. | Min./m | % Tir | % 3pts | % LF | Rbds/m. | Pass/m. | Int/m. | Ctr/m. | Pts/m. |
| --------- | ----------- | ------ | ------ | ------ | ----- | ------ | ---- | ------- | ------- | ------ | ------ | ------ |
| 2019-2020 | Washington  | 48     | 48     | 30,1   | 46,6  | 28,7   | 82,9 | 6,12    | 1,81    | 0,77   | 0,17   | 13,52  |
| 2020-2021 | Washington  | 57     | 57     | 31,5   | 47,8  | 32,8   | 77,0 | 5,47    | 1,44    | 0,77   | 0,12   | 13,84  |
| 2021-2022 | Washington  | 42     | 13     | 22,5   | 49,1  | 44,7   | 69,7 | 3,81    | 1,14    | 0,55   | 0,21   | 11,31  |
| 2022-2023 | Washington  | 30     | 0      | 24,3   | 48,8  | 33,7   | 75,9 | 4,30    | 1,20    | 0,40   | 0,40   | 13,00  |
| 2022-2023 | L.A. Lakers | 33     | 9      | 22,4   | 48,5  | 29,6   | 72,1 | 4,70    | 0,70    | 0,20   | 0,40   | 9,60   |
| Total     | Total       | 210    | 127    | 26,9   | 48,0  | 34,7   | 77,0 | 5,0     | 1,30    | 0,60   | 0,20   | 12,50  |

Mise à jour le 1er juillet 2023

#### Playoffs
| Saison | Équipe      | Matchs | Titul. | Min./m | % Tir | % 3pts | % LF | Rbds/m. | Pass/m. | Int/m. | Ctr/m. | Pts/m. |
| ------ | ----------- | ------ | ------ | ------ | ----- | ------ | ---- | ------- | ------- | ------ | ------ | ------ |
| 2021   | Washington  | 5      | 5      | 34,6   | 61,7  | 60,0   | 58,3 | 7,20    | 1,00    | 0,40   | 0,20   | 14,80  |
| 2023   | L.A. Lakers | 16     | 1      | 24,3   | 55,7  | 48,7   | 88,2 | 3,60    | 0,60    | 0,50   | 0,30   | 12,20  |
| Total  | Total       | 21     | 6      | 26,7   | 57,3  | 51,9   | 80,4 | 4,50    | 0,70    | 0,50   | 0,20   | 12,80  |

Mise à jour le 1er juillet 2023

## Records sur une rencontre en NBA
Les records personnels de Rui Hachimura en NBA sont les suivants, :
| Type de statistique        | Saison régulière | Saison régulière       | Saison régulière | Playoffs | Playoffs                | Playoffs      |
| Type de statistique        | Record           | Adversaire             | Date             | Record   | Adversaire              | Date          |
| -------------------------- | ---------------- | ---------------------- | ---------------- | -------- | ----------------------- | ------------- |
| Points                     | 36               | @ Jazz de l'Utah       | 14 février 2024  | 29       | @ Grizzlies de Memphis  | 16 avril 2023 |
| Paniers marqués            | 13               | 2 fois                 | 2 fois           | 8        | 2 fois                  | 2 fois        |
| Paniers tentés             | 25               | Hornets de Charlotte   | 30 mars 2021     | 13       | @ 76ers de Philadelphie | 2 juin 2021   |
| Paniers à 3 points réussis | 7                | @ Grizzlies de Memphis | 27 mars 2024     | 3        | 76ers de Philadelphie   | 31 mai 2021   |
| Paniers à 3 points tentés  | 9                | 3 fois                 | 3 fois           | 6        | 76ers de Philadelphie   | 31 mai 2021   |
| Lancers francs réussis     | 7                | 4 fois                 | 4 fois           | 4        | @ 76ers de Philadelphie | 2 juin 2021   |
| Lancers francs tentés      | 9                | @ Heat de Miami        | 3 février 2021   | 5        | @ 76ers de Philadelphie | 2 juin 2021   |
| Rebonds offensifs          | 4                | 6 fois                 | 6 fois           | 2        | @ 76ers de Philadelphie | 26 mai 2021   |
| Rebonds défensifs          | 11               | Bucks de Milwaukee     | 13 mars 2021     | 12       | 76ers de Philadelphie   | 31 mai 2021   |
| Rebonds totaux             | 14               | @ Bucks de Milwaukee   | 26 mars 2024     | 13       | 76ers de Philadelphie   | 31 mai 2021   |
| Passes décisives           | 6                | Pacers de l'Indiana    | 3 août 2020      | 2        | 2 fois                  | 2 fois        |
| Interceptions              | 4                | @ Suns de Phoenix      | 10 novembre 2023 | 1        | 2 fois                  | 2 fois        |
| Contres                    | 3                | 2 fois                 | 2 fois           | 1        | 76ers de Philadelphie   | 31 mai 2021   |
| Balles perdues             | 5                | 2 fois                 | 2 fois           | 3        | @ 76ers de Philadelphie | 26 mai 2021   |
| Minutes jouées             | 46               | Bucks de Milwaukee     | 24 février 2020  | 42       | @ 76ers de Philadelphie | 2 juin 2021   |

- Double-double : 13 (dont 1 en playoffs)
- Triple-double : 0

Dernière mise à jour : 28 octobre 2024

## Salaires
Les gains de Rui Hachimura en carrière sont les suivants :
| Saison      | Équipe                | Salaire      |
| ----------- | --------------------- | ------------ |
| 2019-2020   | Wizards de Washington | 4 469 160 $  |
| 2020-2021   | Wizards de Washington | 4 692 840 $  |
| 2021-2022   | Wizards de Washington | 4 916 160 $  |
| 2022-2023   | Lakers de Los Angeles | 6 263 188 $  |
| Total Gains | Total Gains           | 20 341 348 $ |
| 2023-2024   | Lakers de Los Angeles | 15 740 741 $ |
| 2024-2025   | Lakers de Los Angeles | 17 000 000 $ |
| 2025-2026   | Lakers de Los Angeles | 18 259 259 $ |

- italique : option d'équipe